# Phonapate nitidipennis
Phonapate nitidipennis là một loài bọ cánh cứng trong họ Bostrichidae. Loài này được Waterhouse miêu tả khoa học năm 1881.